# Те Уахипунаму
Те Уахипунаму (от маорски: Нефритено място) е регион в югозападната част на Южния остров на Нова Зеландия, включен в списъка на световното културно и природно наследство на ЮНЕСКО през 1990 г.
Има площ от над 26 хил. km2. Включва 4 национални парка:
- Национален парк Маунт Кук
- Национален парк Уестленд
- Национален парк Маунт Аспайринг
- Национален парк Фиордленд

Основната причина да бъде включен в списъка на световно наследство е, че тук флората и фауната са много по-близки до тези на суперконтинента Гондвана.